# Swalla
«Swalla» — песня американского певца Джейсона Деруло, записанная совместно с рэпершей Ники Минаж и певцом Ty Dolla $ign. Анонс трека состоялся 2 января 2017 года, а официальная премьера — 24 февраля 2017 года лейблом Warner Bros. Records. Песня является лид-синглом с предстоящего пятого студийного альбома Деруло «777».

## История

### Предыстория
В августе 2016 года Деруло выложил небольшое превью на «Swalla» в своих социальных сетях.
2 января 2017 года он официально объявил предстоящий трек синглом с грядущего альбома

### Релиз
Официальный релиз песни состоялся 24 февраля 2017 года. На следующий день песня стала доступна для скачивания в iTunes, а также стал возможен стриминг.
12 мая 2017 года певец представил акустическую версию песни — «Swalla (After Dark Remix)».

## Музыкальное видео
24 февраля 2017 года было выпущено официальное лирик-видео «Swalla» на Youtube-канале Деруло. Режиссёром видео выступил Алекс Локетта,
Премьера официального видеоклипа состоялась 17 марта 2017 года. В видео приняли участие сам певец, Минаж и Ty Dolla $ign.

## Критика
Джошуа Эспиноза из Complex в своей рецензии к песне написал, что «Джейсон и Тай прекрасно разбираются в своих куплетах, но Ники определенно является звездой», также заявив, что песня «определенно имеет потенциал».
Издание Rap-Up также похвалило куплет Минаж, сказав, что она «привязывает трек к третьему и последнему куплету, который как многие, вероятно, предположат, является очередным тонко завуалированным подколом в сторону Реми Ма».
Хилари Хьюз из MTV News написала, что это «парообразное число, в котором все трое артиста шагают по шаткому ритму, который будет чувствовать себя как дома в пляжного клубе на Карибах»

## Живые выступление
Деруло и Ty Dolla $ign исполнили песню в прямом эфире шоу The Tonight Show Starring Jimmy Fallon 6 апреля 2017 года.
Минаж и Деруло исполнили песню на музыкальной премии Billboard Music Awards 21 мая 2017 года.

## Чарты
| Chart (2017)                          | Peak position |
| ------------------------------------- | ------------- |
| Argentina Anglo (Monitor Latino)      | 9             |
| Австрия (Ö3 Austria Top 40)           | 9             |
| Бельгия/Фландрия (Ultratop 50)        | 9             |
| Бельгия/Валлония (Ultratop 50)        | 21            |
| Brazil (Brasil Hot 100 Airplay)       | 29            |
| Brazil (Billboard Brasil Pop Airplay) | 20            |
| Канада (Billboard Canadian Hot 100)   | 15            |
| Colombia (National-Report)            | 17            |
| Чехия (Rádio — Top 100)               | 67            |
| Чехия (Singles Digitál Top 100)       | 19            |
| Denmark (Tracklisten)                 | 24            |
| Euro Digital Songs (Billboard)        | 6             |
| Финляндия (Suomen virallinen lista)   | 10            |
| France (SNEP)                         | 5             |
| Германия (GfK)                        | 4             |
| Germany (Airplay Chart)               | 20            |
| Greece Airplay Chart (IFPI)           | 18            |
| Greece Digital Songs (Billboard)      | 4             |
| Guatemala (Monitor Latino)            | 14            |
| Венгрия (Dance Top 40)                | 7             |
| Венгрия (Rádiós Top 40)               | 4             |
| Венгрия (Single Top 40)               | 5             |
| Венгрия (Stream Top 40)               | 7             |
| Ireland (IRMA)                        | 9             |
| Израиль (Media Forest)                | 1             |
| Italy (FIMI)                          | 14            |
| Latvia (Latvijas Top 40)              | 21            |
| Lebanon (Lebanese Top 20)             | 3             |
| Luxembourg Digital Songs (Billboard)  | 9             |
| Malaysia (RIM)                        | 20            |
| Mexico Airplay (Billboard)            | 17            |
| Mexico Ingles Airplay (Billboard)     | 4             |
| Нидерланды (Dutch Top 40)             | 6             |
| Нидерланды (Single Top 100)           | 5             |
| Новая Зеландия (Recorded Music NZ)    | 7             |
| Норвегия (VG-lista)                   | 12            |
| Panama (Monitor Latino)               | 17            |
| Paraguay (Monitor Latino)             | 7             |
| Philippines (Philippine Hot 100)      | 9             |
| Португалия (AFP)                      | 4             |
| Romania (Media Forest)                | 1             |
| Шотландия (OCC Scotland)              | 12            |
| Словакия (Rádio — Top 100)            | 41            |
| Словакия (Singles Digitál Top 100)    | 15            |
| Испания (PROMUSICAE)                  | 15            |
| Sweden (Sverigetopplistan)            | 8             |
| Швейцария (Schweizer Hitparade)       | 14            |
| Великобритания (OCC UK Singles)       | 6             |
| США (Billboard Hot 100)               | 29            |
| США (Billboard Pop Airplay)           | 20            |
| США (Billboard Rhythmic)              | 12            |

## Сертификации
| Регион                | Сертификация   | Продажи   |
| --------------------- | -------------- | --------- |
| Австралия (ARIA)      | платиновый     | 70,000    |
| Бельгия (BEA)         | платиновый     | 30,000    |
| Канада (Music Canada) | 2 × платиновый | 160,000   |
| Дания (IFPI Denmark)  | золотой        | 30,000    |
| Франция (SNEP)        | платиновый     | 150,000   |
| Германия (BVMI)       | платиновый     | 400,000   |
| Италия (FIMI)         | 2 × платиновый | 100,000   |
| Новая Зеландия (RMNZ) | платиновый     | 30,000    |
| Испания (PROMUSICAE)  | платиновый     | 40,000    |
| Великобритания (BPI)  | платиновый     | 600,000   |
| США (RIAA)            | платиновый     | 1,000,000 |